# Alors, Léo...
Albums de Léo Ferré
Les Vieux Copains
(1990) Une saison en enfer
(1991)
Alors, Léo... est un double album live posthume de Léo Ferré paru en 1993. Cet enregistrement public resté inédit propose l'intégralité d'un récital enregistré en 1990 au Théâtre Libertaire de Paris. Cette captation a été par la suite diffusée au sein du coffret CD Léo Ferré au Théâtre libertaire de Paris, qui rassemble les concerts de l'artiste donnés dans ce théâtre en 1986, 1988 et 1990. 

## Historique

### Autour de l'album
- Référence originale : EPM 982822

## Titres
- Textes et musiques sont de Léo Ferré sauf indications contraires.

| 1.  | Vison l'éditeur                        |                      | 7:37 |
| 2.  | Mon piano                              |                      | 1:28 |
| 3.  | Madame la misère                       |                      | 2:20 |
| 4.  | La Mélancolie                          |                      | 4:42 |
| 5.  | Les Romantiques                        |                      | 4:42 |
| 6.  | Présentation des Copains d' la neuille |                      | 3:30 |
| 7.  | Les Copains d' la neuille              |                      | 4:55 |
| 8.  | Les Vieux Chagrins                     | Jean-Roger Caussimon | 5:45 |
| 9.  | Les Vieux Copains                      |                      | 6:42 |
| 10. | Richard                                |                      | 5:17 |
| 11. | Clo Clo la cloche                      |                      | 5:31 |
| 12. | La Grève                               |                      | 3:58 |
| 13. | La Marseillaise                        |                      | 4:13 |

| 1.  | Le Bateau espagnol   | 4:18 |
| 2.  | Le Flamenco de Paris | 2:31 |
| 3.  | Ni Dieu ni maître    | 4:10 |
| 4.  | L'Espoir             | 6:56 |
| 5.  | Notre amour          | 2:52 |
| 6.  | Le Fleuve aux amants | 3:06 |
| 7.  | La Mort              | 6:25 |
| 8.  | Thank you Satan      | 5:14 |
| 9.  | La Mémoire et la Mer | 6:05 |
| 10. | Où vont-ils ?        | 6:00 |
| 11. | Les Chéris           | 3:30 |
| 12. | Les Anarchistes      | 4:53 |
| 13. | Avec le temps        | 4:50 |

## Musiciens
- Léo Ferré : piano (disque 1 : titres 2 et 7. Disque 2 : titres 1, 2, 5, 9 et 13).

Lorsqu'il ne joue pas lui-même, Ferré est accompagné par des bandes-orchestre, sur lesquelles on peut entendre :
- L'Orchestre Symphonique de Milan, sous sa direction (disque 1 : titres 1, 8, 9, 11 - disque 2 : titres 6, 10).
- Orchestre de musiciens de studio, sous sa direction (disque 1 : titre 10 - disque 2 : titre 4, avec la voix de Janine de Waleyne).
- Orchestre de musiciens de studio, sous la direction de Jean-Michel Defaye (disque 1 : titres 3, 4, 5, 12, 13 - disque 2 : titres 3, 7, 8, 11, 12).